# Mario Nardi
Mario Nardi (Torino, 8 ottobre 1912 – Arma di Taggia, 26 dicembre 2007) è stato un partigiano e generale italiano, autore di una pubblicazione sulla Resistenza.

## Biografia
Conseguità la maturità liceale a Torino, Mario Nardi entrò nell'accademia militare di Modena. Ufficiale di artiglieria, l'8 settembre 1943 aderì alla Resistenza militando sugli Appennini modenesi nelle file del movimento Giustizia e libertà. Capo di stato maggiore della divisione partigiana "Modena", partecipò attivamente dal 30 luglio al 2 agosto 1944 alla difesa della repubblica di Montefiorino accerchiata dalle truppe naziste.
Catturato dai tedeschi durante un'operazione di collegamento con le truppe alleate, fu condannato a morte e sottoposto a fucilazione, tuttavia, benché ferito alla testa riuscì a sopravvivere e a ritornare tra i resistenti. Descrisse la sua esperienza di partigiano nello scritto "Otto mesi di guerriglia".
Terminato il conflitto, rientrò nelle file dell'esercito italiano ove fece una carriera prestigiosa divenendo generale di corpo d'armata con incarichi di comando a Vicenza della 3ª Brigata missili "Aquileia", Roma, presso sedi NATO a Napoli e Bruxelles, e infine a Washington.